# Unwound
Gli Unwound sono stati un gruppo musicale post-hardcore statunitense attivo dal 1991 al 2002.
La band si è formata a Olympia (Washington). Il suo repertorio è strettamente associato all'etichetta Kill Rock Stars.
Il 6 agosto 2020 scompare a 47 anni il bassista Vern Rumsey, per cause mai del tutto chiarite.

## Formazione
- Justin Trosper - voce, chitarra
- Vern Rumsey - basso
- Sara Lund/Brendt Sandeno - batteria, percussioni, tastiere
- David Scott Stone - chitarra

## Discografia
Album
- Fake Train (1993)
- New Plastic Ideas (1994)
- The Future of What (1995)
- Unwound (1995)
- Repetition (1996)
- Challenge for a Civilized Society (1998)
- Leaves Turn Inside You (2001)

EP
- The Light at the End of the Tunnel is a Train (1997)

Album live
- Live Leaves (2012)